# Eek (miejscowość)
Eek – miasto w Stanach Zjednoczonych, w stanie Alaska, w okręgu Bethel.